# 善井靖
善井靖（よしいやすし、1963年2月28日～） は、日本の実業家である。本名、吉井靖（よしいやすし）。株式会社うぶすな代表取締役。内閣府「地域活性化伝道師」、同「クールジャパン地域プロデューサー」、総務省「地域力想像アドバイザー」、観光庁「広域周遊ルート専門家」、一般社団法人日本イベントプロデュース協会　参事、秋田県秋田市、三種町、能代市、山形県長井市アドバイザー歴任、秋田県男鹿市DMOアドバイザー歴任、アントラーズホームタウンDMOアドバイザー、JACE認定イベント業務管理士一級、原田メソッド認定パートナー、観光マーケティング実務責任者養成講座、古民家ツーリズムまちづくりプランナー講師

## 来歴
新潟県佐渡島出身。祖父、父ともに特定郵便局の家庭に生まれる。放送関係の仕事を志して東洋大学法学部法学科に進学。卒業後、番組制作有限会社ポマトプロに入社し、ラジオの放送作家となる。17年間、放送作家として番組制作やイベント企画に携わり、2000年「株式会社うぶすな」を東京都港区に設立。以降DMOの自主財源策やインバウンド対策を提案するなど、ITを活用した日本各地の地域コンサルティング業務に携わる。2017年には観光庁後援のもと「観光マーケティング実務責任者養成講座」を開設。

## 実績

### 佐渡島
新潟県の観光再生事業を行うべく、2003年から「佐渡百選」を実施。佐渡島の地元民に他の地域と比べて誇れる魅力をアンケートによって募集し、インターネットで情報発信をした。2005年には中学生と佐渡島をめぐって島の魅力を大学に伝える「野口健　佐渡環境学校」の企画に携わる。
2005年の新潟県中越地震からの立ち直りを目的に、2004年から2007年までは、お笑い芸人を”お笑い親善大使”として佐渡島に半年間住まわせて地元の若者と佐渡島の情報をネットに毎日発信する「佐渡、お笑い島計画」を実施。2007年7月の時点では、グーグルで「お笑い」と入力した際の検索結果が吉本興業を抜き、また同年、内閣府開催「地域活性化シンポジウム」にて紹介されている。

### 秋田県・山形県
2010年から秋田県秋田市、三種町、能代市、山形県長井市の観光アドバイザーに就任。2010年7月、中国広西電視台の番組「金花探し」を秋田市に招待。同年９月かには市民参加型秋田市観光情報サイト「アキタッチ」を開設。2011年には広州テレビを秋田市に招いて医療観光の番組を制作の依頼をした他、秋田の観光情報を発信する番組「秋田の国から、アニュハセヨ！！」を2011年5月からネット上で配信した。2015年には、男鹿市の中学生を対象に男鹿市の魅力を再発見してもらうためのワークショップやサマーキャンプを実施している。

### 岐阜県
2011年には岐阜県の委託を受け、県内在住ブラジル人向けの地域情報番組の製作、サイト運営を執り行った。

### 茨城県鹿行地域
2016年から茨城鹿行DMOアドバイザーに就任。茨城県の鹿嶋市、潮来市、神栖市、行方市、鉾田市の5市で「アントラーズホームタウンDMO」を設立した。